# Recueil curieux et édifiant : Sur les Cloches de l'Église, avec les cérémonies de leur bénédiction
 (juin 2020).
Motif : un article sur ce livre a sa place dans l'encyclopédie, par contre la forme n'est pas appropriée (l'article s'apparente trop à une fiche de lecture)
 (mai 2016).
Le Recueil curieux et édifiant : Sur les Cloches de l'Église, avec les cérémonies de leur bénédiction est un essai écrit par Dom Rémi Carré et publié en 1757.
L'auteur s'attache à rappeler les origines des cloches dans la tradition chrétienne et plus particulièrement catholique, à expliquer leur fonction dans l'Église et il détaille la façon dont ces instruments sont bénits avant d'être utilisés.

## Résumé

### Chapitre I: Ce qu'on entend ici par le nom de Cloche, CAMPANA, CAMPANUM
Rémi Carré commence son recueil par la définition et la description d'une cloche. C'est "un instrument de métal fait en forme de poire ouverte par en bas, avec un battant ou batail de fer". Le battant est un cylindre de fer long pendu à l'intérieur de la cloche, plus gros en bas qu'en haut, et qui la frappe sur les bords. On distingue plusieurs parties sur une cloche :
La Belière qui est l'anneau suspendant le battant.

Le Cerveau est la partie la plus haute faite en timbre ou en calotte.

Les Anses sont des anneaux qui s'enclavent dans un morceau de bois appelé Mouton, lui-même suspendu à la charpente.

Les saussures de la cloches sont les traits où celle-ci s'élargit.

Les Pinces sont les bords où le battant frappe.
Les fondeurs ont un diapason qui les aide à connaître et mesurer l'épaisseur, le poids et le son des Cloches.
Après une explication physique de son des cloches, l'auteur décrit les cloches les plus lourdes de l'époque. En France, celle de Rouen pèse près de 40 000 livres. Mais les plus importantes sont dans la ville de Nankin, en Chine. La plus lourde pèse 90 000 livres. Seulement, ces cloches sont si imposantes que certaines structures qui les supportaient se sont écroulées et certaines cloches n'ont pas été raccrochées. De plus, les Chinois frappant avec des masses en bois, le son est selon Rémi Carré inférieur dans la beauté.
De l'origine du nom Beffroi
Un Beffroi est un lieu élevé où il y a une Cloche (tour, clocher ...) d'où on fait le guet et on épie l'arrivée d'un ennemi. La Cloche du Beffroi est appelée Cloche Banale. Ducange affirme que le mot vient du Saxon ou de l'Allemand Bill qui veut dire Cloche et de Freid qui veut dire paix. Nicot, quant à lui, dérive ce mot de Bée et Effroi parce que ce lieu est fait pour béer, regarder et provoquer l'effroi.
Dans les coutumes d'Amiens et d'Artois, le Beffroi est une tour où l'on accroche la Ban-Cloque : c'est la Cloche servant à convoquer les habitants d'une ville. C'est aussi une Cloche utilisée dans les lieux publics pour certaines situations comme des réjouissances ou une alarme incendie. Par exemple, quand il naissait un Fils de France, le Beffroi sonnait pendant 24 heures.
De l'origine du nom Cloche
Les Bollandistes et Menage dérivent le mot de Cloca ou Clocca, Cloccum qui vient de l'Allemand et qui veut dire Cloché, ou Glouke qui veut dire la même chose. De son côté, Fauchet affirme que c'est un vieux mot Français car les allers et retours d'une Cloche représentent l'allure d'un boiteux, ce qui était appelé clocher.
Il pourrait aussi venir du langage Armorique ou Bas-Breton où le mot cloch signifie Cloche. Certains disent que cela vient du mot Clanger car c'est au nom des Cloches qu'on signifiait le jeûne ou la pénitence. Mais le terme pourrait également venir du grec ou du latin Glocire qui veut dire glousser, faire le cri des poules. Enfin, Ducange le dérive du Saxon Clugga.

### Chapitre II: Usage des Cloches dans l'Église, son fondement et son commencement
"Les Cloches servent à l'Église de signal public pour appeler les peuples à la prière et aux instructions et principalement pour assembler nuit et jour le Clergé et les communautés religieuses aux heures de l'Office Divin et inspirer aux uns et aux autres le recueillement et les sentiments convenables pour s'en acquitter ou pour y assister dignement et avec fruit";
De l'origine des Cloches et de leur usage
Selon Rémi Carré, c'est Dieu qui a ordonné à Moïse de faire deux trompettes d'argent afin de pouvoir rassembler en temps voulu le peuple d'Israël au moment où il faudra fuir. De même, elles devront être utilisées les jours de fêtes ou lors des Holocaustes et des Hosties pacifiques.
Cependant il est assez difficile de fixer le début de leur usage car d'autres moyens étaient utilisés afin de rassembler le peuple. En effet, entre le commencement du Christianisme et l'empereur Constantin, cette religion était interdite et réprimée. Sonner une Cloche était donc impensable. Les chrétiens était une nation de gens cachés qui changeaient souvent de lieu de culte. On utilisait un officier nommé Curfer chargé d'avertir les fidèles du lieu du prochain office. Cependant, la plupart du temps, l'évêque ou le diacre donnait le lieu du prochain office à la fin du précédent.
Une fois que l'Église fut en paix, on utilisait des planches de bois qu'on frappait pour avertir les fidèles. Dans la Règle de Pacôme, on assemblait les moines à l'aide d'une trompette ou d'un cornet. D'autres instruments ont été utilisés comme la crécerelle ou la symandre.
C'est ensuite qu'on utilisa les Cloches nommées en latin Nola & Campana car elles auraient été inventées et fabriquées à Nola, une ville du royaume de Naples située dans la province de Campania (la Campanie). Il est plus probable que ce soit le lieu où a été découvert le moyen de les suspendre pour les balancer.
De l'introduction des Cloches dans l'Église
Ce serait Saint Paulin, Évêque de Nola mort en 431, qui aurait introduit l'usage des Cloches et le pape Sabinien aurait ordonné qu'on s'en servit selon Martin Polonus. On les utilise alors pour venir aux heures de l'Office.
L'usage est certainement plus ancien car Quintilien en faisait déjà mention et les Cloches étaient utilisées par les Juifs. Les prêtres les utilisaient pour appeler le peuple au sacrifice. Les perses, les grecs et les romains usaient d'instruments semblables pour appeler et avertir.

### Chapitre III: Usage de bénir les Cloches et son commencement
La bénédiction des Cloches doit remonter au moins au VIIe siècle car si elle a été introduite par le pape Jean XIII, un capitulaire de Charlemagne de 789 défend de baptiser les Cloches.
Dans un premier temps, les Cloches étaient baptisées. Puis on les a bénies par la suite. Tout d'abord, on utilisait de l'huile et du chrême. Avec les siècles, les cérémonies de bénédiction ont été modifiées afin d'être réalisables et afin de retirer certaines procédures dont les origines étaient trop obscures.

### Chapitre IV: Des Exorcismes et des Bénédictions
Les exorcismes sont des cérémonies réalisées pour faire fuir les démons d'un corps qu'ils possèdent et dont ils abusent. Au contraire, les bénédictions sont les prières et les cérémonies par lesquelles l'Église applique certains états et emplois afin de faire à quelqu'un des grâces ou de tirer les créatures de l'usage profane pour les amener vers le religieux. Il est possible d'exorciser et de bénir aussi bien les hommes que les objets.
Ainsi, on bénit l'eau, les huiles, les médailles de cire, … Par extension, l'Église bénit tout ce qui sert à l'usage des hommes : nourriture, eau, champs, vignes, lit nuptial… C'est donc une tradition et les Cloches sont elles aussi bénies pour les approprier à Dieu et les appliquer à son service.

### Chapitre V: Des Bénédictions réservées aux Évêques et celles qui ne le sont pas
Il existe plusieurs types de bénédictions et certaines sont réservées seulement aux évêques, ce qui est confirmé par les canons apostoliques : celles des Saintes Huiles, la consécration des églises et des autels.
D'autres peuvent être faites par les évêques ou les prêtres : la bénédiction des linges et des ornements sacerdotaux, des chapelles, des cimetières, des croix, des images publiques, des cloches, …
Enfin, d'autres bénédictions peuvent être faites sans l'aval d'un évêque : celles de l'eau, du sel, des maisons, des vaisseaux, de la nourriture, des cendres, des cierges, des rameaux…
Ces restrictions sont soit dictées par la Bible et les apôtres, soit ordonnées pour maintenir l'ordre et empêcher les abus. Il est du bon ordre de vérifier de la qualité des objets à bénir (linge, croix…) et de faire attention que l'objet n'a pas été profané (inscription indécente sur une Cloche, …). L'évêque, ou la personne à qui il a délégué son pouvoir, peut juger de cela au commencement de la bénédiction.
En France, le rituel utilisé pour la bénédiction des Cloches est le rituel romain. C'est celui qui est détaillé dans le chapitre suivant.

### Chapitre VI: Cérémonies de la Bénédiction d'une Cloche selon le Rituel Romain
Il faut se trouver dans une posture et une attitude qui ne soit ni gênante, ni embarrassante pour commencer le rituel de bénédiction dans la décence qu'appelle cet acte.
La Cloche doit être suspendue à une hauteur qui permette aux officiants de tourner autour, de la toucher par dehors et par dedans sans avoir à se baisser. S'il y a plusieurs Cloches, il faut un espace suffisant entre chacune pour que la bénédiction puisse se faire dans de bonnes conditions.
On prépare alors une crédence sur laquelle on place le Bénitier rempli d'eau, l'aspersoir, un vase de sel, des serviettes blanches, le vaisseau de l'huile des Infirmes, celui du Saint Chrême, la navicule garnie d'encens, de myrrhe et deux encensoirs avec feu. S'il y a plusieurs Cloches, il faut alors compter le même nombre d'encensoirs.
On place ensuite un pupitre dans un coin pour chanter l'Évangile ainsi que des sièges. Un Diacre doit être présent, vêtu de l'Amit, de l'Aube, de la ceinture, d'un Manipule, d'une Étole et d'une Dalmatique blanche.
L'Officiant doit lui aussi porter l'Amit, l'Aube, la ceinture, une Étole et une chape blanche. Il va alors vers la Cloche et récite avec le Clergé sept Psaumes suivants pour demander à Dieu la miséricorde et la protection :
- Psaume 50 : Miserere mei Deus, secundum
- Psaume 53 : Deus in nomine tuo sovum me fac
- Psaume 56 : Miserere mei Deus, miserere mei, quoniam
- Psaume 66 : Deus misereatur nostri, et benedicat
- Psaume 69 : Deus in adjutorium meum intende
- Psaume 85 : Inclina Domine aurem tuam
- Psaume 129 : De profundis clamavi

Ensuite, l'Officiant bénit le sel et l'eau en ajoutant plusieurs oraisons. Il verse alors le sel dans l'eau accompagné de trois signes de Croix. La bénédiction de l'eau est faite pour que les démons n'aient pas de pouvoir sur les objets que l'eau touchera.
La Cloche est ainsi lavée entièrement, de haut en bas, aussi bien à l'intérieur qu'à l'extérieur avec des serviettes blanches imbibées d'eau-bénite puis séchée avec d'autres serviettes blanches. Une fois cette étape terminée, l'Officiant récite les six psaumes suivants :
- Psaume 145 : Lauda anima mea Dominum
- Psaume 146 : Laudate Dominum quoniam bonus et psalmus
- Psaume 147 : Lauda Jerusalem Dominum
- Psaume 148 : Laudate Dominum de coelis
- Psaume 149 : Dantate Domino ... Laus ejus
- Psaume 150 : Laudate Dominum in sanctis ejus

À la fin de chaque psaume, il est dit Gloria Patri et une fois que la récitation est terminée, l'Officiant prend avec le pouce droit de l'huile des Infirmes pour faire le signe de croix sur la Cloche avant de réciter une nouvelle oraison. Cette onction est immédiatement essuyée avec une serviette blanche.
L'Officiant continue avec  le Vox Domini super aquas multas et le Psaume 28 : Asserte Domino Filii Dei. Dans le même temps, il fait de la main droite sept onctions en forme de Croix avec l'huile des Infirmes sur le dehors de la Cloche et quatre dedans avec le saint Chrême.
On ajoute Que la paix soit avec vous et l'Officiant, debout, récite une oraison. Il place ensuite dans l'encensoir des parfums accompagnés d'encens, et de myrrhe. L'encensoir est placé sous la Cloche jusqu'à la fin de la cérémonie afin qu'elle soit pénétrée par les odeurs. S'il n'y a qu'un encensoir et plusieurs Cloches, celui-ci est placé tour à tour sous chaque Cloche. Cependant il est conseillé d'en posséder plusieurs pour la cérémonie et il faut qu'un encensoir soit libre pour que le Diacre s'en serve à l'Évangile.
Le chœur chante alors Deus in sancto via tua puis récite le psaume 76 : Viderunt te aqua Deus, viderunt te aqua et timuerunt : Et turbata sunt abyssi. Par la suite, le Diacre chante l’Évangile tiré du dixième Chapitre de Saint Luc où il est raconté que Marie écoutait la parole de Dieu au pied de Jésus-Christ.
Enfin, on porte le Livre à baiser à l'Officiant, qui l'encense. Il termine par un signe de Croix sur la Cloche bénite et s'en retourne processionnellement comme il est venu.

### Chapitre VII: Ce que représentent les Cloches
Les Cloches peuvent être perçues comme une allégorie des pasteurs de l'Église :
- Elles sont suspendues en un lieu élevé tout comme les pasteurs sont "suspendus" entre Terre et Ciel comme le dit Saint Augustin.
- Elles sont faites d'un métal qui résonne et est audible de loin. De même les pasteurs ont succédé aux apôtres dont on disait que "le son de leur voix s'est fait entendre par toute la Terre".
- Elles rassemblent à l'église, tout comme les pasteurs.
- Elles détournent les orages et les tempêtes. Les pasteurs éloignent les orages et les tempêtes spirituelles.

### Chapitre VIII: Mystères renfermés dans la Bénédiction des Cloches
Les Cloches ayant les fonctions et les charges des pasteurs, leur consécration exprime la manière dont les pasteurs ont été consacrés eux aussi. La cérémonie de bénédiction est donc une allégorie des cérémonies concernant les pasteurs :
- Après les psaumes, la Cloche est entièrement lavée tout comme il faut être lavé entièrement de ses péchés.
- On fait sept onctions avec l'huile des Infirmes soit autant que les dons du Saint Esprit.
- On fait quatre onctions avec le saint Chrême. Le chiffre quatre marque l'étendue de la charité dont les pasteurs doivent être pénétrés.
- Un encensoir est placé sous la Cloche en fin de cérémonie pour que la fumée la remplisse. Les pasteurs qui ont reçu l'onction sainte portent dans leur cœur les besoins, les vœux et les prières des fidèles. Or les prières sont figurées par les parfums.
- Lors de la cérémonie, on chante l'Évangile où il est dit que Marie écoute la parole de Dieu aux pieds de Jésus. Ainsi une des principales fonctions des Cloches et des pasteurs est d'assembler le peuple pour écouter le Sauveur et méditer.

### Chapitre IX: Erreur populaire sur le véritable nom de la Cérémonie qui se fait sur les Cloches
Par abus de langage, il a été dit que les Cloches étaient baptisées et non bénies. Or le Baptême désigne le sacrement de la régénération. Donc si les deux cérémonies lavent les corps à l'eau bénite, la Bénédiction ne fait que rendre propre les corps pour qu'ils soient employés par l'Église.

### Chapitre X: Pourquoi on bénit les Cloches, vu que sans cela elles pourraient servir de la même façon et aux mêmes usages, et ce qu'opère de particulier cette cérémonie
La bénédiction des cloches est fondée sur le fait que l'ensemble des choses vouées au culte de Dieu doivent être consacrées par des Prières et des Cérémonies. Ainsi, bénir une cloche, c'est la consacrer au service de Dieu pour qu'elle ne soit plus employée aux usages profanes. Cela sert également à appeler le peuple aux Offices divins car celui-ci ne sera pas seulement frappé par le son des Cloches, mais par le Saint Esprit qui touchera les cœurs.
La Bénédiction sert dans un second temps à chasser les Démons, à apaiser les orages et les tempêtes ainsi qu'à détourner le tonnerre et la grêle. Cet usage est directement issu des habitudes de Dieu qui s'est souvent servi de choses inanimés pour réaliser des prodiges : David qui délivrait Saül du Démon avec sa Harpe, les habitants de Jéricho qui virent leurs murailles s'écrouler aux sons des sept Trompettes dont Dieu ordonna aux Israélites de se servir.
Enfin, cette Bénédiction sert à donner une force, une vertu et une efficacité à la Cloche.

### Chapitre XI: Quand a commencé l'usage d'imposer un nom aux cloches en les bénissant, et pourquoi on choisit à cet effet des personnes qui l'on appelle Parrain et Marraine
Il est dit que le Pape Jean IV aurait imposé un nom aux Cloches en les bénissant et il aurait été le premier à le faire en donnant son nom à la grande Église de Saint Jean de Latran. Depuis, cette tradition aurait toujours été respectée. Cette imposition de nom se fait pour :
- Une meilleure distinction des Cloches par le nom du Saint donné par le Parrain et la Marraine. Ceux-ci sont choisis parmi les plus vertueux et les plus qualifiés de chaque pays.
- Pour marquer les différentes heures de l'Office Divin.
- Car c'est une manière très louable d'appeler le peuple à l'Office divin.

### Chapitre XII: Respect des Anciens pour les Cloches, et à qui appartenait la fonction de les sonner
L'ancienne loi affirme que Moïse avait ordonné au Peuple d'Israël et à sa descendance que, sous l'ordre de Dieu, seuls les Prêtres, enfants d'Aaron, puissent sonner les Trompettes. Plus tard, la fonction de sonner les Cloches dans l’Église fut donnée aux Prêtres, notamment dans les Cathédrales. Ils étaient alors appelés Klokmans, nom aux origines floues, issu probablement de l'Allemand, de l'ancien Celtique ou bien de l'ancien Franc et qui signifie Homme de Cloches.
Saint Benoît, dans sa règle, donne à l'Abbé le soin de rassembler la Communauté à l’Église. Ce fut également la coutume chez les Chartreux, les Carmes Déchauffés ainsi que dans toutes sortes d'Ordres.
La fonction de sonner les Cloches fait partie des quatre Ordres mineurs, appelé l'Ordre de Portier. L'esprit de l’Église veut que ce soient des Clercs, vêtus de Surplis, qui sonnent les Cloches qui ne sont pas de taille extraordinaire. Celles-ci sont sonnées par des laïcs car il est difficile de faire d'une autre façon. C'est pour cela que de nombreuses églises possèdent, outre leurs grosses Cloches, de plus petites situées au milieu de l'édifice sonnées par les Ecclésiastiques. Cela fut pratiqué notamment à Notre Dame de Paris et à Notre Dame de Chartres où il y avait six Clercs appelés Marguilliers qui sonnaient les six Cloches du Chœur en habit clérical (Soutane et surplis).
Le nom de Marguillier, du latin Matricularius, dérive du nom français Matricule désignant un registre public où étaient enrôlés les pauvres qui demandaient l'aumône à la porte des églises. Les Marguilliers étaient alors les gardes de ces registres. Par la suite, ils ont été amenés à garder l'église et à sonner les Cloches.

### Chapitre XIII: Abus qu'il faut éviter par rapport aux Cloches, et les motifs qui doivent nous y engager
Il existe de nombreux abus qu'il faut éviter de commettre vis-à-vis des Cloches, qui sont les instruments pieux de l’Église :
- Il ne faut pas faire de superstition lorsque le métal destiné à faire les Cloches est fondu.
- Il est interdit de les utiliser comme jouet et de les sonner dans aucune règle.
- Il est interdit de les utiliser pour des chansons profanes ou faites pour le théâtre.
- Les femmes n'ont pas le droit de les sonner, excepté dans les Monastères de Filles, où il n'est pas possible de faire autrement.

### Chapitre XIV: Conséquences qui naissent de tout ceci
Quatre conséquences doivent être tirées :
- Le cœur et les lèvres de ceux qui prient et qui annoncent la parole de Dieu doivent être purs car il faut une consécration particulière pour les Cloches qui appellent le Peuple à l’Église.
- Le temps, les heures ainsi que la manière de sonner doivent être réglés dans chaque Église et les Fidèles doivent en être averti afin qu'ils puissent en comprendre la signification.
- Il est nécessaire d'avoir de l'estime pour les Cloches et il faut prendre le plus grand soin à ce que des abus et des irrévérences ne soient pas commises à leur égard.
- Les Cloches ne doivent être sonnées que par ceux qui ont reçu grâce pour cela par l'Ordination. Une exception peut être faite en veillant soigneusement à ce que la personne qui sonne, et qui peut être laïque, soit sage, de bonnes mœurs et ne commette rien d'indigne ou d'indécent envers la Cloche ni dans le Clocher. Par ailleurs, il ne doit se trouver dans le Clocher ni femme, ni fille seule, ni en compagnie d'autres, sans que cela ne soit nécessaire et celles-ci ne peuvent rester que peu de temps toujours dans la bienséance chrétienne. Cela doit être particulièrement respecté le soir de la Toussaint car Dieu en pourrait en être irrité. C'est pourquoi les Clochers doivent être fermés d'accès et surtout le jour de la Toussaint avec une interdiction de sonner après 8 heures et le lendemain avant 10 heures.

### Chapitre XV: Conclusion de ce Recueil
Ce recueil tend à prouver que les cloches ne sont destinées qu'à la piété, à la charité et qu'elles ne peuvent être qu'agréables à Dieu. Il œuvre également à mettre au premier plan cette tradition de l’Église sur les Cloches, tradition faisant partie des plus ignorées et donc des plus sujettes à être mal respectées par ceux qui en sont chargés.

## Cérémonies

### Du Rituel de Paris, pour la bénédiction du métal ou fonte destinés à faire une Cloche
Une fois que le métal est en fusion et qu'il est prêt à couler dans le moule, le prêtre, situé à l'endroit du Laboratoire et vêtu d'un surplis ainsi que d'une étole blanche, précédé de la Croix, de l'eau bénite, du Clergé et du peuple, chante. Il entonne ensuite l'Antienne Psallite et le psaume 97 Cantate Domino ... quia mirabilia fecit, composé par David pour inciter les Israélites à louer Dieu.
Viennent le Gloria Patri et l'Antienne Psallite Domino in voce Psalmi in tubis ductilibis. Par la suite, le prêtre dépose de l'eau bénite, en forme de Croix, sur le métal en fusion avant que le fondeur ne le coule dans le moule.
Une fois la Cloche faite, on commence l'Antienne Secundum et le psaume 47 Magnus Dominus & laudabilis nimis. Après un nouveau Gloria Patri, l'Antienne Secundum nomen tuum Deus, sic & laus tua in fines terra est récitée. La bénédiction du métal se termine par un Amen.

### Cérémonies du Rituel de Paris, pour la bénédiction d'une Cloche
Dans un premier temps, la cloche est suspendue dans la Nef de l'église afin que l'ensemble des officiants puissent tourner autour. Ensuite, on attache trois rubans au bas du battant de la cloche pour pouvoir par la suite la faire tinter. On prépare alors une Crédence auprès de la cloche pour y déposer livres et évangiles. On y dépose également :
- Le vase du saint Chrême, de l'huile des Infirmes, le Bénitier accompagné d'eau bénite, trois aspersoirs, la Navicule contenant de l'encens de la myrrhe et des pastilles odoriférantes.
- Un bassin garni de coton, un second contenant une Eguiere et une petite nappe, un dernier avec de la mie de pain et des serviettes blanches, pliées.

À côté de la Crédence, on place un réchaud de feu accompagné d'une pincette qui permettra d'en mettre dans les encensoirs par la suite. Enfin, on place un pupitre et des sièges pour le Célébrant et les Officiers.
Une fois les objets disposés, le Célébrant quitte la Sacristie, précédé de deux Thuriféraires, de deux Acolytes, du Sous-diacre et du Diacre vêtus comme pour la Messe, et suivi de deux chantres. Lorsqu'il arrive devant la cloche, il implore la miséricorde de Dieu et lui demande sa protection avec le psaume 66 Deus misereatur nostri & benedicat nobis. Une fois terminé, le Chœur continue avec le Gloria Patri et l'Exorciste présente le bénitier au Célébrant qui le signe en récitant une oraison.
Le sous-diacre chante ensuite au pupitre la Leçon extraite du dixième chapitre des Nombres avant de recevoir à genoux la bénédiction du Célébrant. Il demande alors le nom du Saint qui a été choisi pour la cloche à ceux qui en ont été chargés. Après la réponse, on donne au Célébrant l'un des trois rubans suspendus au battant de la cloche pour qu'il la tinte trois fois. Les deux autres rubans sont présentés à ceux qui ont choisi le nom afin qu'ils la tintent trois fois chacun.
Le Célébrant, debout et découvert, commence le Vox Domini. Le chantre continue par le Psaume 28 Afferte Domino Filii Dei et dans le même temps, le Diacre donne l'aspersoir au Célébrant afin qu'il fasse le tour de la cloche pour l'asperger d'eau bénite. Le Diacre et le Sous-diacre le suivent pour en faire autant.
La cloche est ensuite essuyée avec les serviettes blanches tandis que le Chœur récite le psaume Afferte Domino avant dire le Gloria Patri et de reprendre l'Antienne Vox Domini Super aquas multas, Deus majestatis intonuit : Dominus Super aquas multas lors de laquelle le Célébrant s'essuie les mains.
Le Diacre continue en prenant le vase contenant l'huile des Infirmes. Il y plonge son pouce droit et signe la Cloche à l'endroit même où est gravée l'image de la Croix et termine par une oraison. Le Célébrant essuie cette onction à l'aide de la mie de pain. Il commence alors l'Antienne Buccinate annoncée par le chantre et poursuit par le psaume 80 Exultate Deo adjutori nostro.
Alors que le psaume est récité, le Célébrant dépose son pouce droit sur le dehors de la Cloche et sur sept endroits marqués, il réalise sept onctions avec l'huile des Infirmes. Puis il fait de même quatre fois à l'intérieur de la cloche avec le saint Chrême.
Le Diacre et le Sous-diacre essuient ces onctions avec le coton avant que le Célébrant et les deux Officiers essuient leurs mains avec la mie de pain et les lavent avec l'eau de l'éguière.
La cérémonie continue avec le psaume Exultate Deo adjutori nostro, le Gloria Patri et la reprise de l'Antienne Buccinate in neomoenia tuba, in infigni die solemnitatis vestra. Après une oraison, le Célébrant entonne l'Antienne Laudate annoncée par le chantre. Ce dernier continue avec le psaume 150 Laudate Dominum in Santis ejus.
Dès son commencement, le Célébrant, assis, se voit présenter l'encensoir par le Diacre et la navicule par le Sous-diacre afin d'y transférer les parfums de cette dernière vers l'encensoir, sans faire de bénédiction. Le Diacre place ensuite l'encensoir sous la cloche qui y restera jusqu'à la fin de la cérémonie.
Ce passage est terminé par un Gloria Patri et l'Antienne Laudate Dominum in sono juba, laudate eum in Timpano & Cymbalis benesonantibus. À la fin du chant, le Célébrant reprend par une oraison et béni l'encens. Le Diacre prend le Livre des Évangiles et dis à genoux Munda cor meum.
Il demande alors la bénédiction au Célébrant par un Jube Domne benedicere et se rend au pupitre précédé d'un Thuriféraire, des Acolytes et du Sous-diacre. Il continue en chantant l’Évangile tiré du vingt-quatrième chapitre de Saint Matthieu In illo tempore dixit Jesus Discipulis fuis : sicut fulgur exit ab oriente.
Une fois le passage terminé, le Sous-diacre porte le Livre ouvert au Célébrant pour qu'il le baise. Ce dernier termine par un signe de croix sur la cloche, sans rien dire, et repart vers la Sacristie, dans le même ordre qu'il est venu.

## Avis sur la clé des Psaumes
Cette dernière partie du livre donne quelques détails sur le livre lui-même :
- L'ouvrage est un volume in-12 mince, très facile à déplacer et était vendu à Paris, chez la veuve Lamesle, Rue Vieille Bouclerie. Son prix était de 30 sols relié et 20 sols non relié.
- C'est, selon l'auteur, "le précis le plus curieux qui ait jamais paru sur les Psaumes et en même temps le plus propre à faire prendre de bonne heure [...] l'esprit et l'amour de ces sacrés Cantiques".
- Vu que l'ensemble des psaumes utilisés pour la bénédiction des Cloches n'est pas dans le même ordre dans la Bible, ce recueil les restitue de la façon la plus pratique à la réalisation de la bénédiction.
- Les psaumes sont répartis en huit parties :
  - La première est composée de psaumes de David après son sacre par Samuel.
  - La seconde composée des psaumes de David lors de la persécution de Saül.
  - La troisième composée des psaumes de David après qu'il fut monté sur le Trône et avant le transport de l'Arche d'alliance à Jérusalem.
  - La quatrième composée de psaumes de David au sujet du transport de l'Arche sur la montagne de Sion.
  - La cinquième composée de psaumes de David au sujet des guerres contre les Philistins, les Moabites, les Siriens et les Iduméens.
  - La sixième composée de psaumes de David lors de la révolte de son fils Absalom.
  - La septième composée de psaumes de David après la défaite d'Absalom jusqu'à sa mort.
  - La huitième composée de psaumes écrits par différents Prophètes après la mort de David.
- Pour améliorer la lisibilité, ces différentes parties ont été subdivisées en plusieurs paragraphes.

## Anecdote
- Ce recueil est cité dans le roman Là-bas de Joris-Karl Huysmans lorsque le héros Durtal rend visite à Carhaix, le sonneur de cloches de l'église Saint-Sulpice, qui habite dans une des tours. Il le découvre dans une bibliothèque dédiée aux cloches et à leur symbolique :

"Durtal s'approcha; cette bibliothèque paraissait surtout composée d'ouvrages sur les cloches; il lut les titres : Sur un très antique et très mince volume en parchemin, il déchiffra une écriture à la main, couleur de rouille : De Tintinnabulis par Jérôme Magius (1664), puis, pêle-mêle, un Recueil curieux et édifiant : Sur les Cloches de l'Église, avec les cérémonies de leur bénédiction, par Dom Rémi Carré".

## Sources
- Recueil curieux et édifiant : Sur les Cloches de l'Église, avec les cérémonies de leur bénédiction sur le site Google Books